# Thomas Tragust
Thomas Tragust (Silandro, 28 maggio 1986) è un allenatore di hockey su ghiaccio ed ex hockeista su ghiaccio italiano, di ruolo portiere.

## Carriera

### Club
Tragust iniziò a giocare ad hockey a Laces. Dopo la cessazione dell'attività giovanile da parte della società venostana si trasferì all'Hockey Club Merano.
L'esordio in Serie A avvenne il 16 ottobre 2003 nell'incontro vinto per 6 a 0 contro l'HC Val Pusteria, diventando il più giovane portiere a mantenere la propria porta inviolata per tutti i 60 minuti di gioco in una partita del campionato italiano. Nel corso della stagione scese sul ghiaccio in altre sette occasioni. 
La stagione seguente il Merano decise di iscriversi alla serie cadetta e Tragust venne promosso portiere titolare, ruolo che occupò per due stagioni.
Nel 2006, dopo l'ottimo mondiale disputato, fu invitato dai Buffalo Sabres a prendere parte al loro camp di preparazione alla nuova stagione NHL. Tragust disputò la stagione 2006-07 nella NAHL con i Texas Tornado.
Per la stagione 2007-08 divenne titolare in Serie A con l'HC Fassa. La squadra di Alba di Canazei divenne la rivelazione del campionato arrivando ad un passo dalla finale. Thomas parò con il 93,1% nei playoff. L'annata successiva venne riconfermato nel roster ladino che ottenne l'ultimo posto in Serie A.
Per la stagione 2009-2010 l'ESV Kaufbeuren, neopromosso nella seconda serie tedesca, comunicò l'avvenuto ingaggio di Tragust. La squadra bavarese terminò al decimo posto in classifica la stagione regolare e dopo uno spareggio con l'SC Riessersee conquistò l'accesso ai playoff.
L'anno seguente si accordò con un altro club tedesco militante in seconda divisione: i Dresdner Eislöwen lo ingaggiarono con la formula del tryout. Tuttavia, pochi giorni dopo, chiese la recessione del contratto appena sottoscritto e firmò con i Vipiteno Broncos in Serie A2. Per la stagione 2011-2012, che videro il ritorno dei Broncos in Serie A, Tragust venne riconfermato come portiere titolare.
Dopo due stagioni trascorse in Italia, nel 2012 firmò con l'l'HC Innsbruck, squadra della EBEL. Per la stagione 2013-14 Tragust firmò con l'Hockey Club Eppan-Appiano, squadra iscritta alla Inter-National-League. Al termine della stagione vinse il titolo di Seconda Divisione.
Nell'estate del 2014 firmò con l'Hockey Club Neumarkt-Egna, squadra che fu ammessa in Serie A. Nella stagione successiva Tragust fece ritorno al Fassa dove aveva già militato per due anni.
Nell'estate del 2016 passò all'Hockey Club Val Pusteria, iscritto alla neonata Alps Hockey League. Dopo due stagioni positive a Brunico fece ritorno al Renon.
Coi Buam rimase per una stagione, conclusa con la vittoria di Supercoppa Italiana e campionato, prima di fare ritorno al Merano, in Italian Hockey League, dopo tredici anni di assenza. Coi meranesi chiuse la carriera da giocatore nel maggio 2021.

### Nazionale
Nel 2004 Tragust giocò come titolare ai mondiali Under-18 di Prima Divisione ad Asiago.
Nel dicembre 2005 Thomas partecipò ai mondiali Under-20 di Prima Divisione a Minsk.
L'esordio con la Nazionale maggiore avvenne ai mondiali del 2006 in programma a Riga. Nel 2008 partecipò ai mondiali di gruppo A.
Nel 2009 prese parte al mondiale di Prima Divisione disputatosi in Polonia venendo eletto miglior portiere del torneo e contribuendo alla promozione della Nazionale nel Gruppo A.
Nel maggio 2010 Tragust venne convocato per i mondiali di gruppo A in Germania senza venire impiegato. Successivamente partecipò ai mondiali di Prima Divisione in Ungheria nel 2011 e nel 2012 fu convocato per il campionato mondiale giocato in Finlandia e Svezia. Dopo tre anni di assenza dalla Nazionale, nel 2015 fu convocato per il mondiale di Prima Divisione disputatosi in Polonia.

## Palmarès

### Club
- Campionato italiano: 1

Renon: 2018-2019
- Campionato italiano - Serie A2/Seconda Divisione: 2

Vipiteno: 2010-2011
Appiano: 2013-2014
- Supercoppa italiana: 2

Val Pusteria: 2016
Renon: 2018
- Coppa Italia: 1

Merano: 2019-2020

### Giovanili
- Campionato italiano U19: 1

Merano: 2003-2004

### Nazionale
- Campionato mondiale di hockey su ghiaccio - Prima Divisione: 2

Polonia 2009, Ungheria 2011

### Individuale
- All-Star Team del Campionato mondiale di hockey su ghiaccio - Prima Divisione: 1

Polonia 2009
- Miglior media reti subiti del Campionato mondiale di hockey su ghiaccio - Prima Divisione: 2

Polonia 2009 (0.50), Ungheria 2011 (0.00)
- Miglior percentuale di salvataggi del Campionato mondiale di hockey su ghiaccio - Prima Divisione: 2

Polonia 2009 (98,2%), Ungheria 2011 (100%)
- Miglior portiere del Campionato mondiale di hockey su ghiaccio - Prima Divisione: 1

Polonia 2009
- Miglior media reti subiti della Alps Hockey League: 2

2016-2017 (1.92), 2017-2018 (1.81)
- Miglior percentuale di salvataggi della Alps Hockey League: 1

2016-2017 (93,9%)
- Miglior percentuale di salvataggi nei playoff della Alps Hockey League: 1

2016-2017 (93,7%)